# الإسلام في الشام

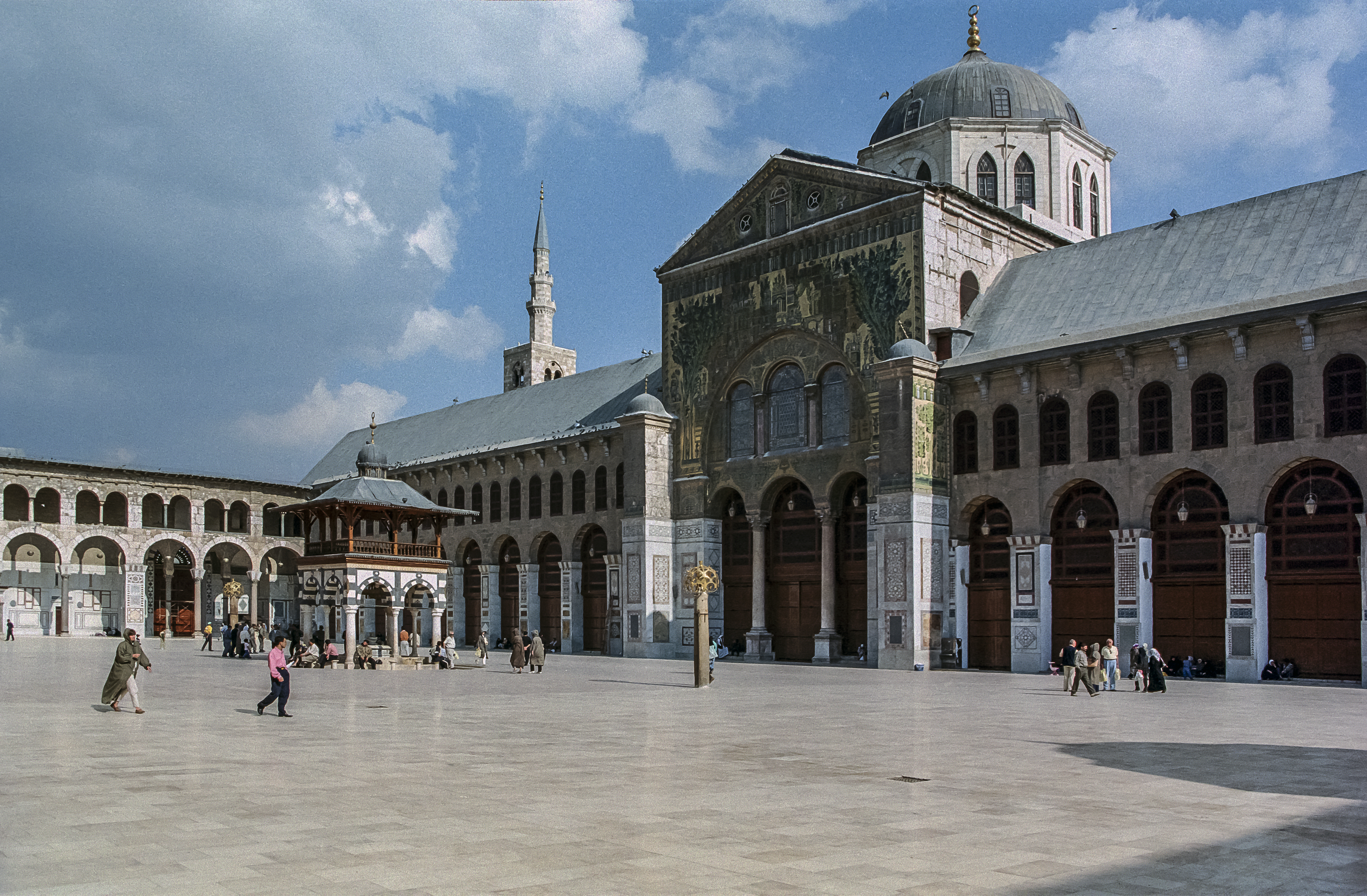
الجامع الأموي الكبير في دمشق.

بدأ دخول الإسلام بلاد الشام في عهد الخليفة أبي بكر الصديق أرسل الحملة التي كان أعدها الرسول بقيادة أسامة بن زيد لصد هجمات الروم على حدود شبه الجزيرة العربية التي نجح فيها أسامة في صد هجمات الروم. ثم طلب أبوبكر الصديق من خالد بن الوليد التوجه لقيادة الجيوش الأربعة إلى الشام. وفي معركة أجنادين نجح خالد بن الوليد في تنظيم جيشه والاستيلاء على شرق وشمال فلسطين. أما في عهد عمر بن الخطاب أستطاع المسلمون فتح بلاد الشام بأكملها بعد معارك حدثت في كافة بقاع الشام مكنت المسلمين من الحصول على بصرى، وبعلبك، وحمص، والبلقاء، والأردن، ودمشق، وأجزاء من فلسطين في جنوب سوريا، ثم حاصروا بيت المقدس أربعة أشهر بقيادة عمرو بن العاص حتى فتحوها.

## القرن العشرين
يعتبر الإسلام دين الأغلبية في بلاد الشام حيث يتوزعون على خمس دول بلاد الشام اليوم; ففي سوريا يعتبر الإسلام أكبر أديان البلاد وأوسعها انتشارًا، ويتألف من الأغلبية السنية (بين 70 - 80%)، وأقليات من الطوائف الأخرى كالشيعة، والدروز بالإضافة إلى العلويين والإسماعيلية. أما في الأردن فيبلغ نسبة المسلمين 92% يشكلون الغالبية العظمى من تعداد السكان في الأردن. ينقسم المسلمون في لبنان إلى ثلاث طوائف أهل السنة والجماعة والشيعة والدروز ويشكل السنة نسبة 39% من المسلمون اللبنانيون أي مايعادل 31% من الشعب والشيعة 30% والدروز 21% ويشكل المسلون نسبة 60% من الشعب. في الوقت الحالي، يسكن في مناطق فلسطين التاريخية التي شكلت دولة إسرائيل في حدود عام 1948 اقلية مسلمة تشكل 16% من السكان،، أما في الأراضي الفلسطينية فتبلغ نسبتهم 75% من سكان الضفة الغربية و99% في قطاع غزة.

## مساجد
| المكان           | الموقع         | صورة             |
| ---------------- | -------------- | ---------------- |
| المسجد الأقصى    | القدس، فلسطين  | كنيسة المهد      |
| قبة الصخرة       | القدس، فلسطين  | مسجد فبة الصخرة  |
| الحرم الإبراهيمي | الخليل، فلسطين | الحرم الإبراهيمي |
| الجامع الأموي    | دمشق، سوريا    | مسجد بني أمية    |
| المسجد الحسيني   | عمان، الأردن   | المسجد الحسيني   |
| مسجد أبو درويش   | عمان، الأردن   | المسجد الحسيني   |

## أنظر
- بلاد الشام
- الفتح الإسلامي لبلاد الشام
- أردنيون
- فلسطينيون
- سكان لبنان
- الإسلام في فلسطين
- الإسلام في إسرائيل
- الإسلام في الأردن
- الإسلام في لبنان
- الإسلام في سوريا
- سكان سوريا